# La Chapelle-Longueville
La Chapelle-Longueville es una comuna nueva francesa situada en el departamento de Eure, en la región de Normandía.

## Historia
Fue creada el 1 de enero de 2017, en aplicación de una resolución del prefecto de Eure de 3 de agosto de 2016, con la unión de las comunas de La Chapelle-Réanville, Saint-Just y Saint-Pierre-d'Autils, pasando a estar el ayuntamiento en la antigua comuna de Saint-Just.

## Demografía
| Gráfica de evolución demográfica de La Chapelle-Longueville entre 1800 y 2022 |
|                                                                               |

Los datos entre 1800 y 2013 son el resultado de sumar los parciales de las tres comunas que forman la nueva comuna de La Chapelle-Longueville, cuyos datos se han cogido de 1800 a 1999, para las comunas de La Chapelle-Réanville, Saint-Just y Saint-Pierre-d'Autils de la página francesa EHESS/Cassini. Los demás datos se han cogido de la página del INSEE.

## Composición
| Comuna delegada       | Código INSEE | Población (2013) | Superficie (km²) | Densidad (hab./km²) |
| --------------------- | ------------ | ---------------- | ---------------- | ------------------- |
| Saint-Just (sede)     | 27554        | 1292             | 4.44             | 291                 |
| La Chapelle-Réanville | 27150        | 1113             | 8.07             | 138                 |
| Saint-Pierre-d'Autils | 27588        | 1009             | 7.09             | 142                 |